# Doja bel bsal
La doja bel bsal est une entrée traditionnelle algérienne,,. Il s'agit d'une omelette aux oignons, au fenouil et à la menthe fraîche, arrosée d'huile d'olive.